# Tati Alcántara
Marion Cristin Alcántara Pender (Lima, 14 de abril de 1977), conocida como Tati Alcántara, es una actriz, bailarina y empresaria peruana. Ha desarrollado su carrera principalmente en el teatro musical. Es directora de la academia de danza "ESCENI-K".

## Carrera
Alcántara realizó sus estudios escolares en el Newton College y estudió Comunicaciones en la Universidad de Lima.
Empezó en la televisión participando en spots comerciales.
Estudió actuación 2 años y medio en Aranwa, donde tuvo como profesores a los directores de teatro Jorge Chiarella Krüger y Mateo Chiarella Viale. Posteriormente, llevó talleres de danza contemporánea y baile moderno. En el año 2000 formó parte de la banda Red Zafiro como vocalista. Este fue un proyecto de la Universidad de Lima junto a otros alumnos, cuyo único álbum fue producido por el cantante Pedro Suárez-Vértiz.
Debutó como actriz de televisión en 2004, en la telenovela juvenil Besos robados. El año siguiente tuvo el papel principal en el musical La bella y la bestia. En 2007 condujo el programa de lotería Yala tengo por América Televisión.
En 2008 viajó a Nueva York, donde durante dos meses asistió a las escuelas de baile "Broadway Dance Center" y "Steps". En enero del mismo año empezó a dirigir la academia de danza "Baila con Tati", que luego pasó a llamarse "Esceni-k".
Durante 2007 y 2009 formó parte de la banda La Hija del Granjero como vocalista, donde cantaba covers de los años '80s. Fue incluida en el disco tributo a Soda Stereo. En mayo de 2009 participó en el musical Cabaret como Lulu. En 2010 protagonizó Rent como Mimi, junto a Marco Zunino, y en noviembre del mismo participó en El musical 2010, producido por "Preludio Asociación Cultural".
Alcántara actuó en el musical Amor sin barreras (West Side Story) como Anita, temporada que duró de junio a julio de 2011 en el Teatro Municipal de Lima.
En septiembre de 2011 participó por dos episodios en el reality show de baile El gran show como reemplazo.
Alcantara concursó en el reality show de baile El gran show: reyes del show conducido por Gisela Valcárcel, donde obtuvo el quinto puesto tras un mes de competencia.
Alcántara actuó en la obra Naturaleza muerta a inicios de 2012, dirigida por Marco Melgar. En junio empezó a interpretar a Velma Kelly en el musical Chicago, junto a Marco Zunino y Denisse Dibós, presentado primero en el Teatro Municipal de Lima y luego en el Teatro Marsano.
Alcántara protagoniza la obra La chica de la torre de marfil bajo la dirección de Sergio Galliani, en mayo de 2013.
En 2024, Tati participó en la obra de teatro "Mamá está más chiquita", una obra maternal y emotiva que se presentó en el Centro Cultural Ricardo Palma.

## Filmografía
| Año  | Título                       | Personaje           | Notas              |
| ---- | ---------------------------- | ------------------- | ------------------ |
| 2004 | Besos robados                | Sandra Luna         |                    |
| 2006 | Amores como el nuestro       | María Pía           |                    |
| 2007 | Yala tengo                   | Presentadora        |                    |
| 2010 | Hola a todos                 | Jurado              | Secuencia de baile |
| 2010 | Habacilar: Amigos y rivales  | Concursante         | Ganadora           |
| 2011 | El gran show: reyes del show | Concursante         | 5º puesto          |
| 2013 | Camino a la gloria           |                     |                    |
| 2014 | Conversando con La Luna      | Burrier             | Tercera temporada  |
| 2017 | Pensión Soto                 | Perlita             |                    |
| 2018 | Madre por siempre, Colorina  | Jessica             |                    |
| 2019 | Ojitos hechiceros            | Dorita              |                    |
| 2024 | Pituca sin lucas             | Loreta Diez Canseco |                    |

| Año                          | Título                                      | Personaje       | Notas                                                 |
| ---------------------------- | ------------------------------------------- | --------------- | ----------------------------------------------------- |
| 2005                         | La bella y la bestia                        | Bella           | Rol principal                                         |
| 2009                         | Crónicas de días enteros, de noches enteras | Mujer cantante  | Teatro de la Alianza Francesa                         |
| 2009                         | Cabaret                                     | Lulu (Ensamble) | Teatro Segura Teatro Marsano                          |
| 2010                         | Rent                                        | Mimi Márquez    | Rol principal, Teatro Luigi Pirandello                |
| 2010                         | El musical 2010                             | Varios roles    | Teatro Segura                                         |
| 2011                         | Amor sin barreras (West side story)         | Anita           | Teatro Municipal de Lima                              |
| 2012                         | Naturaleza muerta                           | Gabriela        | Rol principal, Centro Cultural El Olivar              |
| 2012                         | Chicago                                     | Velma Kelly     | Rol principal Teatro Municipal de Lima Teatro Marsano |
| 2013                         | La chica de la torre de marfil              | Rapunzel        |                                                       |
| 2013                         | Historia de un caballo                      |                 | Teatro Británico                                      |
| 2014                         |                                             |                 |                                                       |
| Los locos Addams, el musical | Morticia                                    | Teatro Marsano  |                                                       |
| 2016                         | Fiebre del sábado por la noche              | Estefani        | Teatro Mario Vargas Llosa                             |
| 2024                         | Mamá está más chiquita                      | Rita            | Centro Cultural Ricardo Palma                         |